# V symfonia Beethovena
V symfonia c-moll op. 67 Ludwiga van Beethovena należy do najsłynniejszych i najczęściej wykonywanych utworów muzyki poważnej. Powstała w latach 1804-1808.
Utwór składa się z czterech części, przy czym Finał następuje attacca, tj. bez przerwy po części III. Pierwsze wykonanie miało miejsce w 1808 r.; w krótkim czasie symfonia zdobyła niesłabnącą do dziś popularność. E.T.A. Hoffmann określił ją mianem „jednego z najważniejszych dzieł epoki”. Rozpoczyna ją charakterystyczny, czteronutowy (krótka-krótka-krótka-długa) motyw:
 (posłuchajⓘ)
Muzyczna wymowa dzieła może być interpretowana w kontekście głuchoty Beethovena, której początki przypadają na 1798 r.
Symfonia, przede wszystkim otwierający ją motyw, jest powszechnie znana i często występuje w kulturze popularnej, bywa m.in. wykorzystywana jako dźwięk dzwonka w telefonach komórkowych czy podkład muzyczny w reklamach.

## Dane o utworze
- czas powstania: Najwcześniejsze szkice sięgają roku 1800. Pierwsze właściwe szkice do symfonii znajdują się w notatniku Beethovena z lutego i marca 1804. Ukończenie dzieła nastąpiło pomiędzy kwietniem 1807 i początkiem 1808.

- premiera: 22 grudnia 1808 w wiedeńskim Theater an der Wien, razem z VI symfonią F-dur op. 68 „Pastoralną”, IV koncertem fortepianowym G-dur op. 58 oraz fragmentami Mszy C-dur op. 86 i Fantazji c-moll op. 80 na fortepian, chór i orkiestrę.

- obsada: flet piccolo, 2 flety poprzeczne, 2 oboje, 2 klarnety, 2 fagoty, kontrafagot, 2 rogi, 2 trąbki, 3 puzony, kotły, orkiestra smyczkowa (I skrzypce, II skrzypce, altówki, wiolonczele, kontrabasy).

## Historia powstania

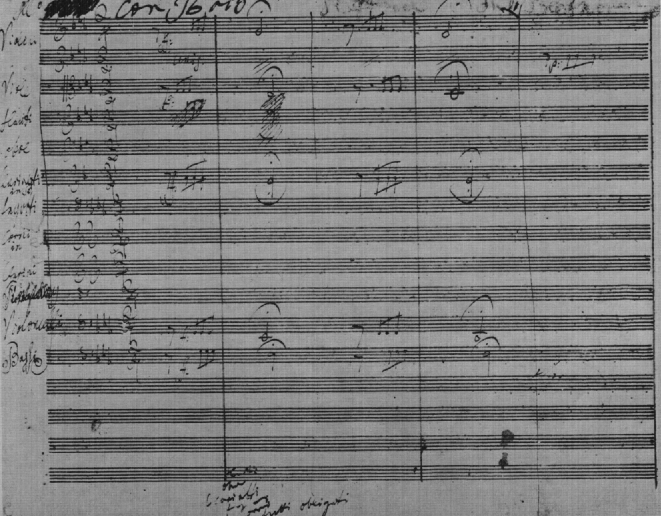
Rękopis pierwszej strony partytury V symfonii

Pierwsze szkice Beethovena do V symfonii, której powstanie wiąże się z zamówieniem dokonanym przez śląskiego arystokratę Franza von Oppensdorfa, pochodzą z lat 1803 i 1804, z okresu pomiędzy ukończeniem III symfonii i początkiem prac nad IV symfonią (ukończoną na jesieni 1806). Końcowe prace nad utworem to 1807 i początek 1808, w którym ostateczny kształt przybrała także VI symfonia. W czerwcu 1808 kompozytor, licząc na wyższą zapłatę, zaproponował utwór wydawnictwu Breitkopf & Härtel. Ostatecznie V symfonia została wydana w 1809, z dedykacją dla hrabiego A. K. Razumowskiego (któremu później kompozytor poświęci trzy kwartety smyczkowe op. 59) oraz dla księcia Lobkowitza. O przemyśleniach Beethovena stojących za jej powstaniem niewiele można powiedzieć, gdyż nie potwierdzono żadnych wypowiedzi samego kompozytora na ten temat.

## „Symfonia losu”
W krajach anglojęzycznych dzieło znane jest pod nazwą „Symfonia losu” (ang. Fate Symphony). Przydomek ten ma swoje źródło w anegdocie, którą przekazał pierwszy biograf i sekretarz Beethovena z późniejszych lat jego życia, Anton Schindler: Beethoven na pytanie, jak interpretować słynny czteronutowy motyw otwierający V symfonię i przewijający się przez wszystkie jej części, miał rzekomo odpowiedzieć: So pocht das Schicksal an die Pforte (niem.: „Tak oto Los puka do drzwi”). Motyw ten zwany jest z tego powodu „motywem losu” (współcześnie uważa się, że anegdota ta jest prawdopodobnie apokryfem, jeśli wziąć pod uwagę mierną wiarygodność Schindlera).
Nawet jeśli należy wątpić w prawdziwość powyższej anegdoty, taka „heroiczna” interpretacja dzieła jest żywo obecna w tradycji; V symfonię, z jej groźnym, dramatycznym początkiem oraz ekstatycznym, triumfalnym finałem, często przedstawia się jako obraz zwycięskich zmagań człowieka z nieubłaganym losem (osobistym dramatem Beethovena była postępująca już od około 10 lat stopniowa utrata słuchu; o związanych z nią dramatycznych przeżyciach pisał w tzw. Testamencie heiligenstadzkim z 1802 r.). Nie wolno jednak zapominać, że Beethoven, z bardzo nielicznymi wyjątkami, unikał nadawania tak liniowych programów swoim kompozycjom, preferując subiektywne interpretacje. Konieczna jest więc wielka ostrożność przy przypisywaniu jego dziełom pozamuzycznych znaczeń.

## Forma
Utwór ma standardowy czteroczęściowy układ, lecz finał następuje attacca, czyli bez żadnej przerwy po poprzedzającej części.
1. Allegro con brio
2. Andante con moto
3. Scherzo. Allegro
4. (attacca:) Finale. Allegro

### Część I. Allegro con brio
Wśród dyrygentów trwa spór, jak wykonywać pierwsze cztery takty dzieła, zawierające słynny czteronutowy „motyw losu”. Niektórzy preferują w tym miejscu ścisłe tempo Allegro; inni podkreślają ciężkość motywu przez wykonanie go w wolniejszym tempie; jeszcze inni wykonują motyw molto ritardando, tj. zwalniając przy każdej czteronutowej frazie, co motywują obecnością fermaty nad czwartą nutą.
Część pierwsza utrzymana jest w klasycznej formie sonatowej, przejętej przez Beethovena po poprzednikach, Haydnie i Mozarcie: główne tematy, przedstawione na pierwszych kilku stronach, poddawane są wyszukanemu przetworzeniu z wielokrotnymi zmianami tonacji, po którym następuje powrót do sekcji początkowej, tzw. repryza. Utwór rozpoczyna się dwiema silnie dramatycznymi frazami fortissimo, słynnym motywem, przykuwającym uwagę słuchacza. Po pierwszych czterech taktach Beethoven stosuje imitacje i sekwencje rozwijające temat, niezwykle zwięzłe i zachodzące wzajemnie na siebie z taką rytmiczną regularnością, że całość zdaje się tworzyć jedną zwartą, potoczystą melodię. Wkrótce potem, wyjątkowo krótki łącznik grany przez rogi prowadzi do drugiego tematu w tonacji Es-dur, paralelnej tonacji durowej. Ma on kontrastujący, bardziej liryczny charakter; grany jest piano; wciąż obecny jest tu główny czteronutowy motyw (w akompaniamencie smyczków). Także na początkowym motywie oparty jest epilog. Ekspozycja zostaje powtórzona. Po niej następuje przetworzenie, stosujące modulacje, sekwencje i imitacje, wykorzystującej też łącznik. W repryzie uwagę zwraca krótki solowy pasaż oboju w stylu quasi-improwizacji. Łącznik w repryzie zostaje przejęty przez fagot. Część kończy się masywną kodą.

### Część II. Andante con moto
Ujęta w swobodną formę wariacji, których temat wprowadzają unisono altówki i wiolonczele. 

### Część III. Scherzo. Allegro
Temat scherza intonują kontrabasy, a następnie przejmują skrzypce. Trio tej części należy do najoryginalniejszych utworów Beethovena.

### Część IV. Allegro
Finał następuje bezpośrednio po trzeciej części, attacca. Jest to jakby triumfalny marsz, w którym Beethoven wykorzystuje wszystkie dostępne mu środki orkiestralne (pierwszy raz używa puzonów).

## Romantycy oV symfonii
Tak pisał o V symfonii romantyczny kompozytor niemiecki Robert Schumann: „Ilekroć się ją słyszy, działa na nas z niezmienną mocą, jak owe zjawiska przyrody, które ilekroć się powtarzają, napełniają nas zawsze lękiem i zdumieniem”.
Tak z kolei wypowiadał się o dziele inny słynny romantyk, Hector Berlioz: „W życiu artysty uderzenia pioruna następują po sobie niekiedy równie szybko, jak w owych wielkich burzach, kiedy chmury naładowane elektrycznym fluidem zdają się podawać sobie grom i dyszeć nawałnicą”.

## Symbol zwycięstwa
W czasie II wojny światowej Brytyjczycy i Amerykanie uczynili „motyw losu” symbolem zwycięstwa. Był to element szerszej kampanii związanej z literą „V”; „V”, pierwsza litera słowa „victory” ('zwycięstwo'), jest w kodzie Morse’a zapisywana jako 3 kropki i kreska: „. . . __”, trzy sygnały krótkie i jeden długi, a więc rytmiczny zapis „motywu losu”. Pierwsza audycja wykorzystująca początek V symfonii do celów wojennej propagandy aliantów została nadana 27 czerwca 1941